# Gymnometriocnemus benoiti
Gymnometriocnemus benoiti är en tvåvingeart som först beskrevs av Freeman 1956.  Gymnometriocnemus benoiti ingår i släktet Gymnometriocnemus och familjen fjädermyggor.
Artens utbredningsområde är Kongo. Inga underarter finns listade i Catalogue of Life.